# Tornabenea annua
Tornabenea annua är en flockblommig växtart som beskrevs av Augusto Béguinot och Auguste Jean Baptiste Chevalier. Tornabenea annua ingår i släktet Tornabenea och familjen flockblommiga växter. Inga underarter finns listade i Catalogue of Life.